# Meczet Dolmabahçe
Meczet Dolmabahçe – świątynia muzułmańska wybudowana w latach 1853–1855 w Stambule przez Nikoğosa Balyana, syna znanego budowniczego Karabeta Balyana dla matki sułtana Abdülmecida I - Sułtanki Bezmialem. 
Położony na południe od Pałacu Dolmabahçe, na nabrzeżu.
Widać w nim wpływy baroku i renesansu. Nad kwadratowym meczetem wznosi się jedna kopuła. Meczet posiada łukowate okna, rzadko występujące w tego typu architekturze. Meczet posiada dwa minarety z pojedynczym balkonem.